# Fatuma Sado
Fatuma Sado (* 11. Oktober 1991) ist eine äthiopische Marathonläuferin.
2011 gewann sie den Hamburg-Marathon, 2012 den Los-Angeles-Marathon inklusive Gender Challenge, 2013 und 2018 den Xiamen-Marathon, 2014 den Peking-Marathon und 2019 den Osaka Women’s Marathon.

## Laufbahn
Fatuma Sado begann im Alter von achtzehn Jahren bei internationalen Straßenrennen zu laufen. In ihrem ersten Wettkampfjahr im Ausland gewann sie den Casablanca 10K in einer Zeit von 31:39 Minuten. Mit einer Zeit von 1:11:44 wurde sie Dritte beim Rabat-Halbmarathon und Zweite beim Zhuhai-Halbmarathon in China. 2011 startete sie mit einer persönlichen Bestzeiten von 69:02 für den Halbmarathon und wurde damit Zweite beim Humarathon. Ebenfalls den zweiten Platz sicherte sie sich beim 15 km du Puy-en-Velay mit einer Zeit von 51:10. Im Mai gab sie ihr erfolgreiches Debüt über die volle Marathondistanz, als sie den Hamburg-Marathon 2:28:30 Stunden gewann. Noch im selben Jahr verbesserte sie diese Zeit auf 2:28:01 beim Istanbul-Marathon und belegte, 5 Sekunden hinter Alemitu Abera, den zweiten Platz.
Fatuma absolvierte in der Saison 2012 fünf Läufe und baute ihr Ansehen als Elite-Marathonläuferin aus. Sie wurde im Januar Zweite beim Mumbai-Marathon in einer Laufzeit von 2:30:20. Den Los-Angeles-Marathon bewältigte sie in 2:25:39 Stunden, wo sie sowohl das Rennen der Frauen als auch die Gender Challenge gewann. Beim Pittsburgh-Halbmarathon im Mai holte sie sich den Titel und stellte dabei einen Streckenrekord auf. 2012, beim Chicago Marathon erreichte sie eine persönliche Bestzeit von 2:26:09 Stunden und belegte damit den siebten Platz. Sie beendete das Jahr mit einem Sieg beim Zhuhai-Halbmarathon.
2013 begann für Fatuma Sado mit dem Xiamen-Marathon, den sie als dritten Marathon ihrer Karriere und in einer Zeit von 2:27:35 Stunden gewann. Beim Halbmarathon von Lille belegte sie mit einer Zeit von 1:12:27 Stunden den fünften Platz.
Es folgten weiter verschiedene Rennen auf der ganzen Welt. 2014 gewann Fatuma Sado den Peking-Marathon in einer Zeit von 2:30:03 Stunden und 2015 stellte sie ihre persönliche Marathon-Bestzeit von 2:24:16 Stunden beim Toronto Waterfront Marathon auf und belegte damit den dritten Platz. 2018 belegte Fatuma Sado beim Xiamen-Marathon mit einer Zeit von 2:26:41 Stunden erneut den ersten Platz, und sie gewann 2019 den Osaka Women’s Marathon mit einer Zeit von 2:25:39.
Fatuma Sado wird von Elite Sports Management International betreut.

## Persönliche Bestzeiten
- Halbmarathon: 1:09:02 h, 3. April 2011, Vitry-sur-Seine
- Marathon: 2:24:16 h, 18. Oktober 2015, Toronto